# 韩秀传
韓秀傳（1904年—1938年），字润如，女，河北河间县人，是妇女解放运动的先行者之一。
1904年韩秀传出生于一个小职员家庭。自幼厌恶封建礼教束缚，喜爱自由。因家庭贫困辍学积极参加了办学运动，与李毓田、马福银、李子文等人创建毓秀小学，是河间县城第一所民办小学。在此之后先后到保定、天津、北京等地参加短期教师进修学习，又转入县立女子小学当教师，被人称为“最早的女教习”。青年时酷爱绘画，尤爱画蝶，借花蝶以抒发其思想情感和斗争意志，创有“百蝶图”。1928年加入中国国民党，1937年后转移到农村继续坚持抗日教育工作，1938年加入中国共产党，走上抗日救国的统一战线道路，后被任命为河间县战地抗日动员委员会妇救会筹委会主任。
1938年秋初，受李晓初托派案株连被逮捕，受到了的审讯和刑罚，后在任丘被枪杀，终身未嫁，享年三十三岁。